# Свети Ђорђе (Дескати)
Свети Ђорђе (грч. Άγιος Γεώργιος, Ајос Георгиос) је насељено место у општини Дескати у периферији Западна Македонија, Грчка. Према попису из 2021. године било је 7 становника.
Насеље је у првој половини 20. века било напуштено, али је обновљено после Грчког грађанског рата и на попису из 1951. године имало је 143 житеља.